# Cercomacra nigrescens
Cercomacra nigrescens е вид птица от семейство Thamnophilidae.

## Разпространение
Видът е разпространен в Боливия, Бразилия, Колумбия, Еквадор, Френска Гвиана, Перу и Суринам.